# Amhrán na bhFiann
Amhrán na bhFiann (irski izgovor – IPA: [ˈəuɾˠaːn̪ˠ n̪ˠə ˈvʲiːən̪ˠ]) je državna himna Republike Irske. Glazbu su skladali Peadar Kearney i Patrick Heeney, a izvorne je engleske stihove potpisao (kao "A Soldiers' Song", Vojnikovu pjesmu) Kearney. Obično se pjeva prijevod na irski koji je načinio Liam Ó Rinn. Pjesma ima tri kitice, ali se himna sastoji samo od pripjeva.

## Vanjske poveznice
- Amhrán na bhFiann  Arhivirana inačica izvorne stranice od 20. kolovoza 2011. (Wayback Machine)